# Barbara Unger (Politikerin)
Barbara Unger  (* 3. September 1943 in Königsberg, Ostpreußen), geborene Krause, ist eine deutsche Politikerin (SPD). Sie war 1990 Mitglied der Berliner Stadtverordnetenversammlung und von 1992 bis 1995 Mitglied des Abgeordnetenhauses von Berlin.

## Leben
Barbara Krause legte 1962 das Abitur ab und machte eine Ausbildung im Außenhandel. Von 1962 bis 1966 arbeitete sie als Buchhalterin in dem Textilunternehmen OIA Textil. Über ein Fernstudium erhielt sie bei der Fachschule für Außenhandel 1966 einen Abschluss als Außenhandelsökonomin. Barbara Unger arbeitete anschließend im Außenhandel 1966 bis 1969 als Expedientin bei der Interflug, 1970 bis 1975 als Exportkauffrau bei Polygraph-Export und 1975 bis 1990 bei Chemie-Import-Export. Ab 1990 arbeitete Unger als Bürosachbearbeiterin beim Arbeitsamt VI.
Im Zuge der Wende in der DDR trat Unger im Herbst 1989 der Sozialdemokratischen Partei in der DDR (SDP) bei. Bei der ersten freien Ost-Berliner Wahl im Mai 1990 wurde sie in die Berliner Stadtverordnetenversammlung gewählt. Bei der Wahl im Dezember 1990 konnte Unger das Mandat im Abgeordnetenhaus von Berlin zunächst nicht erreichen, doch rückte sie im November 1992 für den Berliner Senator Thomas Krüger nach. 1995 schied sie aus dem Parlament aus.